# Haverhill
Haverhill és un poble i parròquia civil de West Suffolk, Suffolk, Anglaterra. Té una població de 26.710 habitants i parròquia civil de 26.860. Al Domesday Book (1086) està escrit amb la forma Hauerha/Hauerhella/Hauerhol. Fins al 1974 va ser un districte separat.